# Iván Kaviedes
Jaime Iván Kaviedes Llorentty (Santo Domingo, 24 de octubre de 1977) es un exfutbolista ecuatoriano. Es considerado uno de los mejores delanteros en la historia de la selección nacional y uno de los más talentosos del país. Actualmente se dedica a peleas de entretenimiento, principalmente combate con influencers. 
En 1998, Kaviedes saltó a la fama después de anotar cuarenta y tres goles en una temporada para Emelec, lo que le valió para que la IFFHS (Federación Internacional de Historia y Estadística del Fútbol), lo premie como el máximo goleador del mundo, siendo el único jugador ecuatoriano que ha logrado dicha distinción junto con jugadores como Zinedine Zidane y Ronaldo.
Fue el primer futbolista ecuatoriano en ser transferido a las grandes ligas de Europa. Junto con Felipe Caicedo, son los únicos ecuatorianos que han jugado en cuatro de las mejores ligas europeas: el Calcio Italiano, la liga española, la liga portuguesa y la Premier League inglesa.

## Primeros años
Perdió a sus padres cuando solo tenía seis años, razón por la qué terminó siendo criado por sus abuelos. Realizó sus estudios primarios en la Escuela Pío XII de su ciudad natal, durante ese tiempo participó en el campeonato de segunda categoría de Santo Domingo. En 1993, se trasladó a la ciudad de Guayaquil para estudiar en el Liceo Cristiano.

## Trayectoria

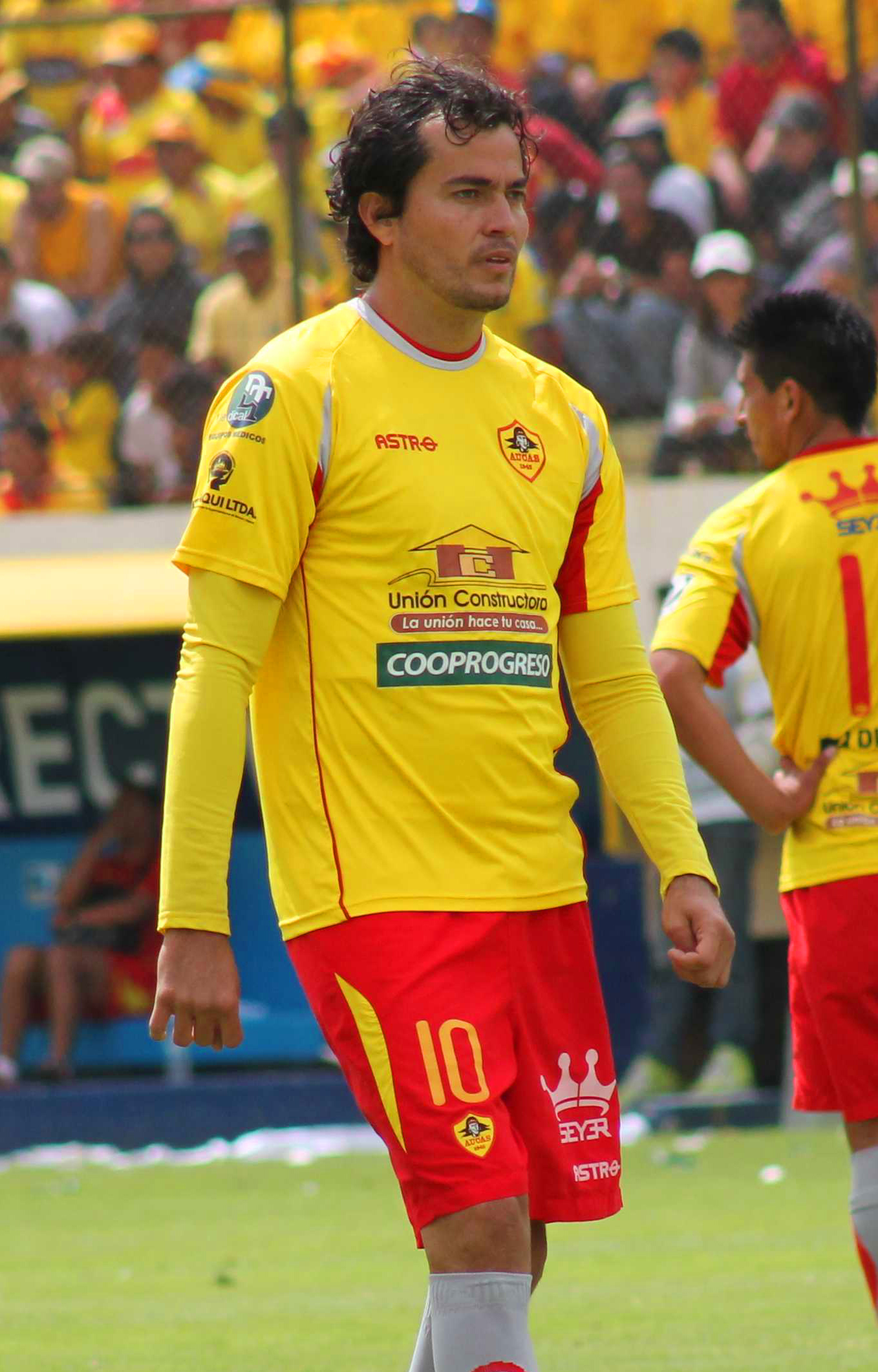
Kaviedes jugando para Aucas en el 2012

Debutó como profesional en Emelec en 1995. En el año 1998, y haciendo una formidable dupla con Carlos Alberto Juárez, se convertiría en el máximo goleador del campeonato ecuatoriano con cuarenta y tres goles, siendo además la mayor cantidad de goles en una temporada de un futbolista en Ecuador. Además, se convirtió en el máximo goleador de ese año a nivel mundial según la IFFHS.
Luego jugó en los clubes Perugia, Celta de Vigo, Puebla FC, Real Valladolid, FC Oporto, Barcelona Sporting Club de Ecuador, Deportivo Quito, Crystal Palace, Argentinos Juniors, El Nacional, Liga de Quito, Macará, Aucas, Liga de Loja, Liga de Portoviejo, Águilas de Santo Domingo y el Deportivo Santo Domingo.

### Goleador mundial
La temporada de 1998 significó la consagración de Jaime Iván Kaviedes. El 7 de marzo, marcó dos tantos en la goleada de Emelec al Olmedo 4-0, volvió a anotar en la tercera fecha ante Técnico Universitario, luego ante El Nacional, Liga de Quito, Espoli y así sucesivamente para terminar la primera etapa con diez goles.
La posibilidad de que el viejo récord de goles del fútbol ecuatoriano de Ángel Liciardi desde 1975 (36 goles) pudiera ser superado era latente. Ahora el público iba a los estadios a ver si el Nine Kaviedes anotaba algún gol y vaya que lo hacía; dobletes, tripletes se iban sumando a su récord. La hinchada frenética llevaba en un cartel la cuenta de todos los goles, haciendo juego con su nombre: Iván, bajo el cual ponía el número de anotaciones.
El 6 de diciembre, en el Jocay de Manta, Emelec enfrentó al Delfín, coincidentemente, el equipo al que enfrentó Kaviedes en su debut. Corría el minuto 38 del segundo tiempo y Kaviedes anota el tercer gol para su equipo y el número 36 de la temporada, para así igualar el récord de Liciardi. Pero ocho minutos más tarde, consiguió un gol más, para poner las cifras 4-2 a favor de Emelec y establecer un nuevo récord. Había quedado solo frente al arco, y con un quiebre engaña al arquero dentro del área chica poniendo el esférico en el ángulo bajo derecho del arquero. El público le proporcionó una ovación inolvidable, algunos fanáticos ingresaron a la cancha, el partido tuvo que ser momentáneamente suspendido. Finalmente, concluyó el encuentro y él ya había ingresado a la historia del fútbol ecuatoriano.
Kaviedes logró finalmente terminar la temporada con cuarenta y tres tantos, lo que le valió para que la IFFHS (Federación Internacional de Historia y Estadística del Fútbol) lo premie como el máximo goleador del mundo en 1998.
Después de estar un año retirado del fútbol profesional, el 8 de junio de 2020 se anunció que Kaviedes había regresado al fútbol, fichando por el Aviced FC, de la segunda división del fútbol ecuatoriano.

## Selección nacional
Ha sido internacional con la selección de fútbol de Ecuador en cincuenta y cinco ocasiones. Su debut fue el 14 de octubre de 1998 en un partido amistoso frente a Brasil.
El 7 de noviembre de 2001, marcó el gol de la histórica clasificación de la selección ecuatoriana para su primera Copa Mundial, Corea/Japón 2002. El tanto de Kaviedes fue el empate ante la selección uruguaya en el penúltimo partido de la ronda de clasificación para el Mundial, último partido que disputó la selección ecuatoriana como local en esas eliminatorias.
En la Copa Mundial de Alemania 2006, no había sido tomado en cuenta de titular en los dos primeros encuentros contra Polonia y Costa Rica, empezando de suplente y siempre entrando en sustitución de Carlos Tenorio. Pero en el encuentro disputado contra Costa Rica, en tiempo de adición, anotó el 3-0 con el que terminaría el partido y con el que Ecuador se clasificaba por primera vez para los octavos de final en una Copa del Mundo. En el siguiente partido, Ecuador se enfrentaba al dueño de casa, Alemania, partido en el cual ambas selecciones ya estaban clasificadas. Aquí Kaviedes fue titular por primera vez en la Copa del Mundo. Aunque la alegría no fue mucha, ya que Alemania terminó superando a Ecuador por un contundente 3-0. En el primer partido de Ecuador en octavos de final en un mundial, se medía contra Inglaterra. Kaviedes sustituyó a Carlos Tenorio en el segundo tiempo, quien había hecho un buen partido. Kaviedes no pudo hacer nada para evitar la eliminación de Ecuador, perdiendo el partido 1-0 con gol del capitán David Beckham, cumpliendo una gran participación en una Copa del Mundo y terminando Ecuador ubicado en el puesto 12 de la tabla general.

### Participaciones enCopas del Mundo
| Mundial                       | Sede                     | Resultado                | PJ | GA | Asis |
| ----------------------------- | ------------------------ | ------------------------ | -- | -- | ---- |
| Mundial de Corea y Japón 2002 | Corea del Sur y Japón    | Fase de grupos           | 2  | 0  | 1    |
| Mundial de Alemania 2006      | Alemania                 | Octavos de final         | 4  | 1  | 1    |
| Total en Copas del Mundo      | Total en Copas del Mundo | Total en Copas del Mundo | 6  | 1  | 2    |

### Participaciones enCopas América
| Torneo            | Sede     | Resultado      | PJ | GA | Asis |
| ----------------- | -------- | -------------- | -- | -- | ---- |
| Copa América 1999 | Paraguay | Fase de grupos | 3  | 2  | 1    |

### Participaciones enEliminatorias al Mundial
| Eliminatoria                                | Sede del Mundial       | Posición               | Resultado   | PJ | GA | Asis |
| ------------------------------------------- | ---------------------- | ---------------------- | ----------- | -- | -- | ---- |
| Eliminatorias Mundial de Corea y Japón 2002 | Corea del Sur y Japón  | 2°lugar 31pts          | Clasificado | 13 | 3  | 1    |
| Eliminatorias Mundial de Alemania 2006      | Alemania               | 3°lugar 28pts          | Clasificado | 5  | 1  | 0    |
| Eliminatorias Mundial de Sudáfrica 2010     | Sudáfrica              | 6°lugar 23pts          | Eliminado   | 2  | 2  | 0    |
| Total en Eliminatorias                      | Total en Eliminatorias | Total en Eliminatorias | 2/3         | 20 | 6  | 1    |

### Goles internacionales
| 1.  | 01-07-1999 | Luque           | Argentina  | 1-3 | Derrota  | Copa América 1999                                 | Derecha   |
| 2.  | 04-07-1999 | Luque           | Uruguay    | 4-1 | Derrota  | Copa América 1999                                 | Derecha   |
| 3.  | 25-06-2000 | Quito           | Panamá     | 5-0 | Victoria | Amistoso                                          | Izquierda |
| 4.  | 25-06-2000 | Quito           | Panamá     | 5-0 | Victoria | Amistoso                                          | Derecha   |
| 5.  | 25-06-2000 | Quito           | Panamá     | 5-0 | Victoria | Amistoso                                          | Derecha   |
| 6.  | 15-11-2000 | Maracaibo       | Venezuela  | 2-1 | Victoria | Eliminatorias para el Mundial de Corea/Japón 2002 | Izquierda |
| 7.  | 06-10-2001 | La Paz          | Bolivia    | 5-1 | Victoria | Eliminatorias para el Mundial de Corea/Japón 2002 | Derecha   |
| 8.  | 07-11-2001 | Quito           | Uruguay    | 1-1 | Empate   | Eliminatorias para el Mundial de Corea/Japón 2002 | Cabeza    |
| 9.  | 27-03-2002 | East Rutherford | Bulgaria   | 3-0 | Victoria | Amistoso                                          | Izquierda |
| 10. | 27-03-2002 | East Rutherford | Bulgaria   | 3-0 | Victoria | Amistoso                                          | Derecha   |
| 11. | 20-11-2002 | Quito           | Costa Rica | 2-2 | Empate   | Amistoso                                          | Derecha   |
| 12. | 10-10-2004 | Quito           | Chile      | 2-0 | Victoria | Eliminatorias para el Mundial de Alemania 2006    | Derecha   |
| 13. | 29-12-2005 | El Cairo        | Uganda     | 1-2 | Derrota  | Copa LG 2005                                      | Derecha   |
| 14. | 15-06-2006 | Hamburgo        | Costa Rica | 3-0 | Victoria | Mundial de Alemania 2006                          | Derecha   |
| 15. | 17-11-2007 | Asunción        | Paraguay   | 1-5 | Derrota  | Eliminatorias para el Mundial de Sudáfrica 2010   | Izquierda |
| 16. | 21-11-2007 | Quito           | Perú       | 5-1 | Victoria | Eliminatorias para el Mundial de Sudáfrica 2010   | Derecha   |

## Clubes
| Club               | País       | Año       |
| ------------------ | ---------- | --------- |
| Emelec             | Ecuador    | 1995-1998 |
| Perugia            | Italia     | 1999      |
| Celta de Vigo      | España     | 1999      |
| Puebla FC          | México     | 2000      |
| Real Valladolid    | España     | 2000-2001 |
| Celta de Vigo      | España     | 2001      |
| FC Oporto          | Portugal   | 2002      |
| Barcelona          | Ecuador    | 2002      |
| Celta de Vigo      | España     | 2002      |
| Puebla FC          | México     | 2003      |
| Deportivo Quito    | Ecuador    | 2003      |
| Barcelona          | Ecuador    | 2004      |
| Crystal Palace     | Inglaterra | 2004      |
| Barcelona          | Ecuador    | 2005      |
| Argentinos Juniors | Argentina  | 2006      |
| Barcelona          | Ecuador    | 2006      |
| El Nacional        | Ecuador    | 2007      |
| Liga de Quito      | Ecuador    | 2008      |
| Macará             | Ecuador    | 2010      |
| El Nacional        | Ecuador    | 2011      |
| Deportivo Quito    | Ecuador    | 2012      |
| Aucas              | Ecuador    | 2012      |
| Liga de Loja       | Ecuador    | 2014      |
| Liga de Portoviejo | Ecuador    | 2014      |
| Águilas            | Ecuador    | 2015      |
| CD Santo Domingo   | Ecuador    | 2017-2019 |
| Club Aviced FC     | Ecuador    | 2020      |

## Estadísticas
| Club                         | Temporada           | Liga  | Liga  | Cop Inter. | Cop Inter. | Total | Total |
| Club                         | Temporada           | Part. | Goles | Part.      | Goles      | Part. | Goles |
| ---------------------------- | ------------------- | ----- | ----- | ---------- | ---------- | ----- | ----- |
| Emelec Ecuador               | 1995                | 1     | 0     | -          | -          | 1     | 0     |
| Emelec Ecuador               | 1996                | 5     | 1     | -          | -          | 5     | 1     |
| Emelec Ecuador               | 1997                | 12    | 4     | -          | -          | 12    | 4     |
| Emelec Ecuador               | 1998                | 39    | 43    | 6          | 1          | 45    | 44    |
| Emelec Ecuador               | Total               | 57    | 48    | 6          | 1          | 63    | 49    |
| Perugia Italia               | 1998-99             | 14    | 4     | -          | -          | 14    | 4     |
| Perugia Italia               | Total               | 14    | 4     | -          | -          | 14    | 4     |
| Celta de Vigo España         | 1999-2000           | 5     | 2     | -          | -          | 5     | 2     |
| Celta de Vigo España         | Total               | 5     | 2     | -          | -          | 5     | 2     |
| Puebla FC México             | 2000                | 17    | 5     | -          | -          | 17    | 5     |
| Puebla FC México             | Total               | 17    | 5     | -          | -          | 17    | 5     |
| Real Valladolid España       | 2000-01             | 23    | 6     | -          | -          | 23    | 6     |
| Real Valladolid España       | Total               | 23    | 6     | -          | -          | 23    | 6     |
| FC Oporto Portugal           | 2001-02             | -     | -     | 1          | 0          | 1     | 0     |
| FC Oporto Portugal           | Total               | 0     | 0     | 1          | 0          | 1     | 0     |
| Barcelona SC Ecuador         | 2002                | 8     | 4     | -          | -          | 8     | 4     |
| Barcelona SC Ecuador         | Total               | 8     | 4     | -          | -          | 8     | 4     |
| Celta de Vigo España         | 2002-03             | 1     | 0     | -          | -          | 1     | 0     |
| Celta de Vigo España         | Total               | 1     | 0     | -          | -          | 1     | 0     |
| Puebla FC México             | 2003                | 6     | 0     | -          | -          | 6     | 0     |
| Puebla FC México             | Total               | 6     | 0     | -          | -          | 6     | 0     |
| Deportivo Quito Ecuador      | 2003                | 10    | 2     | -          | -          | 10    | 2     |
| Deportivo Quito Ecuador      | Total               | 10    | 2     | -          | -          | 10    | 2     |
| Barcelona SC Ecuador         | 2004                | 19    | 9     | 9          | 3          | 28    | 12    |
| Barcelona SC Ecuador         | Total               | 19    | 9     | 9          | 3          | 28    | 12    |
| Crystal Palace Inglaterra    | 2004-05             | 2     | 0     | 2          | 0          | 4     | 0     |
| Crystal Palace Inglaterra    | Total               | 2     | 0     | 2          | 0          | 4     | 0     |
| Barcelona SC Ecuador         | 2005                | 19    | 4     | -          | -          | 19    | 4     |
| Barcelona SC Ecuador         | Total               | 19    | 4     | -          | -          | 19    | 4     |
| Argentinos Juniors Argentina | 2005-06             | 13    | 1     | -          | -          | 13    | 1     |
| Argentinos Juniors Argentina | Total               | 13    | 1     | -          | -          | 13    | 1     |
| Barcelona SC Ecuador         | 2006                | 5     | 1     | -          | -          | 5     | 1     |
| Barcelona SC Ecuador         | Total               | 5     | 1     | -          | -          | 5     | 1     |
| El Nacional Ecuador          | 2007                | 34    | 14    | 10         | 1          | 44    | 15    |
| El Nacional Ecuador          | Total               | 34    | 14    | 10         | 1          | 44    | 15    |
| Liga de Quito Ecuador        | 2008                | 2     | 1     | 0          | 0          | 2     | 1     |
| Liga de Quito Ecuador        | Total               | 2     | 1     | 0          | 0          | 2     | 1     |
| Macará Ecuador               | 2010                | 22    | 10    | -          | -          | 22    | 10    |
| Macará Ecuador               | Total               | 22    | 10    | -          | -          | 22    | 10    |
| El Nacional Ecuador          | 2011                | 16    | 7     | -          | -          | 16    | 7     |
| El Nacional Ecuador          | Total               | 16    | 7     | -          | -          | 16    | 7     |
| Deportivo Quito Ecuador      | 2012                | 0     | 0     | -          | -          | 0     | 0     |
| Deportivo Quito Ecuador      | Total               | -     | -     | -          | -          | -     | -     |
| Aucas Ecuador                | 2012                | 17    | 5     | -          | -          | 17    | 5     |
| Aucas Ecuador                | Total               | 17    | 5     | -          | -          | 17    | 5     |
| Liga de Loja Ecuador         | 2014                | 3     | 0     | 0          | 0          | 3     | 0     |
| Liga de Loja Ecuador         | Total               | 3     | 0     | -          | -          | 3     | 0     |
| Liga de Portoviejo Ecuador   | 2014                | 1     | 1     | 0          | 0          | 1     | 1     |
| Liga de Portoviejo Ecuador   | Total               | 1     | 1     | -          | -          | 1     | 1     |
| Total en su carrera          | Total en su carrera | 294   | 124   | 28         | 5          | 322   | 129   |

Actualizado al 13 de abril de 2015.

### Resumen estadístico
|                               | Partidos | Goles | Promedio |
| ----------------------------- | -------- | ----- | -------- |
| Serie A de Ecuador            | 195      | 100   | 0,51     |
| Calcio Serie A                | 14       | 4     | 0,29     |
| Primera división de España    | 29       | 8     | 0,28     |
| Primera división de México    | 23       | 5     | 0,22     |
| FA Premier League             | 2        | 0     | 0        |
| Primera división de Argentina | 13       | 1     | 0,08     |
| Total primera división        | 276      | 118   | 0,43     |
| Copa Merconorte               | 6        | 1     | 0,17     |
| Copa de Portugal              | 1        | 0     | 0        |
| Copa Libertadores             | 15       | 3     | 0,18     |
| Carling Cup                   | 2        | 0     | 0        |
| Copa Sudamericana             | 4        | 1     | 0,33     |
| Total copas internacionales   | 28       | 5     | 0,18     |
| Total selección ecuatoriana   | 55       | 17    | 0,30     |
| Total                         | 359      | 140   | 0,39     |

Actualizado al 13 de abril de 2015.

## Palmarés

### Campeonatos nacionales
| Título            | Club  | País    | Año  |
| ----------------- | ----- | ------- | ---- |
| Segunda categoría | Aucas | Ecuador | 2012 |

### Distinciones individuales
| Distinción                                                | Club   | Año  |
| --------------------------------------------------------- | ------ | ---- |
| Goleador de la Serie A de Ecuador 1998                    | Emelec | 1998 |
| Máximo goleador en una temporada de la Serie A de Ecuador | Emelec | 1998 |
| Mejor goleador mundial de primera división según la IFFHS | Emelec | 1998 |

## Polémicas
Desde sus primeros años como profesional, Kaviedes ha sido objeto de controversia, enfrentando problemas legales, disputas con clubes y comportamientos fuera de las normas aceptadas.
En 1999, se vio involucrado en un escándalo de paternidad, enfrentando juicios por presunta responsabilidad en casos de hijos no reconocidos. Este problema lo llevó a ser detenido en el Aeropuerto de Guayaquil mientras se disponía a viajar a Chile con la selección nacional para disputar un encuentro de preparación previo a la Copa América de ese año.
En 2004, su conducta indisciplinada le costó ser separado del equipo nacional, luego de abandonar la concentración previa a un importante partido ante Uruguay.
En 2008, dejó Liga de Quito sin saldar una deuda con el club, desencadenando una disputa legal que resultó en su inhabilitación para jugar durante más de un año.
En 2010, su comportamiento errático lo llevó a ser despedido de Macará de Ambato debido a constantes faltas a los entrenamientos.
En 2012, estuvo involucrado en un incidente aún más grave, cuando agredió a dos policías en Quito mientras jugaba para Aucas. Esta acción lo llevó a ser detenido y pasar cinco días en prisión.
En 2014, sus problemas continuaron cuando tuvo conflictos con su entrenador en Liga de Loja y fue expulsado en su primer partido con el equipo.
En 2018, fue detenido nuevamente, esta vez por incumplimiento de pensión alimenticia, lo que mostró sus problemas financieros y personales fuera de las canchas.
En 2020, estuvo involucrado en una pelea callejera después de un partido amateur en el cantón Paute, siendo captado en video golpeando a otra persona.
En noviembre de 2023, fue detenido en Tena, provincia de Napo, tras una contravención de segunda clase. Durante su detención, afirmó ser amigo de autoridades y pertenecer a una organización delictiva. Fue puesto en libertad 48 horas después por medio de Habeas corpus.

## Vida personal
Es padre de nueve hijos de madres distintas y uno adoptado.